# My Boy
«My Boy» — это название популярной в 1970-х годах песни. Музыку написали Jean-Pierre Bourtayre и Клод Франсуа, а слова на английский перевели Фил Коултер и Билл Мартин. Оригинальное название песни «Parce que je t’aime, mon enfant» (Потому что я люблю тебя, мой ребёнок).

## Версия Ричарда Харриса
Актёр Ричард Харрис исполнил песню «My Boy» на музыкальном конкурсе, который проводился при содействии Radio Luxembourg в 1971 году. Несмотря на то, что Харрис не победил в конкурсе, он записал песню в этом же году и выпустил её как сингл. Войдя в одноимённый альбом Ричарда Харриса, песня достигла 41-й позиции в Billboard поп-чарте и поднялась на 13-ю позицию в Billboard adult contemporary chart.

## Версия Элвиса Пресли
Элвис Пресли записал кавер-версию «My Boy» в конце 1973 года. В 1974 году она вошла в его альбом Good Times. Версия Элвиса Пресли достигла 20-й позиции в поп-чарте Billboard, 14-й в кантри-чарте Billboard, а в апреле 1975 года неделю продержалась в Billboard adult contemporary chart.